# يوري كوتوف
يوري كوتوف (بالروسية: Котов, Юрий Харлампиевич)‏ هو لاعب كرة قدم ومدرب كرة قدم روسي، ولد في 23 فبراير 1929. لعب مع دينامو ستافروبول.